# Neodarwinisme
Neodarwinisme és un terme creat al segle xix per a definir la síntesi de la teoria evolutiva descrita per Charles Darwin i el mutacionisme de William Keith Brooks, que definia que la mutació era el motor de l'evolució.
Malgrat haver quedat clar que l'evolució era un fet, el principal punt feble que havia tingut la teoria de Darwin per a ser defensada era que no era capaç d'explicar l'origen de la variació. El lamarckisme i el mutacionisme es van erigir durant unes dècades com les teories rivals capaces d'explicar-lo, fins que el mutacionisme i la selecció natural van acabar fusionant-se en el neodarwinisme gràcies a la feina de divulgadors com Thomas Henry Huxley. El terme va ser creat per George John Romanes per a referir-se específicament a la versió presentada per August Weismann, el qual tenia el suport d'Alfred Russel Wallace, en qui es basava, més que en Darwin. No va ser, però, fins al redescobriment de les lleis de l'herència de Gregor Mendel que va ser possible asseverar que s'havia avançat en la direcció correcta.
Actualment, el neodarwinisme es considera desfasat i ha estat substituït per la síntesi evolutiva moderna, que també inclou les lleis de l'herència, les bases moleculars de la genètica i la genètica de poblacions, aspectes que no havien pogut ser considerats en el neodarwinisme. Tanmateix, els no-acadèmics segueixen fent servir el terme neodarwinisme pensant que el prefix neo indica que deu ser una idea nova, malgrat ser creat el 1895.